# ファビオ・ウォードリー
ファビオ・ウォードリー（Fabio Wardley、1994年12月18日 - ）は、イギリスのプロボクサー。サフォークイプスウィッチ出身。現WBA世界ヘビー級暫定王者。
マネージャーは元WBC世界ヘビー級暫定王者のディリアン・ホワイト。

## 来歴

### プロ時代

#### デビュー及び地域王者時
2017年4月8日、プロデビュー戦を行い4回判定勝ち。
2020年8月1日、ブレントウッドのマッチルーム・ヘッドクォーターズでサイモン・ヴァリリーとBBBofC英国ヘビー級王座決定戦を行い、3回1分1秒TKO勝ちを収め王座獲得に成功した。
2023年4月1日、ロンドンのO2アリーナでマイケル・ポリット・コフィーとWBAコンチネンタルヘビー級王座決定戦を行い、4回45秒TKO勝ちを収め王座獲得に成功した。
2023年10月28日、サウジアラビア・リヤドのキングダム・アリーナにてタイソン・フューリー対フランシス・ガヌーの前座でWBOヨーロピアンヘビー級王者デビッド・アデレイとBBBofC英国・WBAコンチネンタル・WBOヨーロピアン同級王座統一戦およびコモンウェルス同級王座決定戦を行い、7回2分43秒TKO勝ちを収め、BBBofC英国・WBAコンチネンタル王座の初防衛に成功するとともにWBOヨーロピアン・コモンウェルス王座獲得に成功した。
2024年3月31日、ロンドンのO2アリーナでフレーザー・クラークとBBBofC英国・WBAコンチネンタル・WBOヨーロピアン・コモンウェルスヘビー級タイトルマッチを行い、12回1-1（114-113、113-113、112-115）の判定で引き分けに終わるが、BBBofC英国・WBAコンチネンタル王座の2度目の防衛およびWBOヨーロピアン・コモンウェルス王座の初防衛に成功した。
2024年10月12日、サウジアラビア・リヤドのキングダム・アリーナにてアルツール・ベテルビエフ対ディミトリー・ビボルの前座でフレーザー・クラークとダイレクトリマッチで再戦し、1回2分28秒TKO勝ちを収めBBBofC英国・WBAコンチネンタル王座の3度目の防衛およびコモンウェルス王座の2度目の防衛に成功した。

#### 初の世界王者
2025年6月7日、イプスウィッチのポートマン・ロードでWBA世界ヘビー級7位のジャスティス・フニとWBA世界同級レギュラー王者のクブラト・プレフとの間で行われる予定だった指名防衛戦の交渉決裂に伴うWBA世界同級暫定王座決定戦を行い、10回1分42秒KO勝ちを収め王座を獲得した。

## 戦績
- プロボクシング：20戦 19勝 (18KO) 無敗 1分

| 戦           | 日付           | 勝敗 | 時間     | 内容    | 対戦相手                                 | 国籍           | 備考                                                                                    |
| ------------ | -------------- | ---- | -------- | ------- | ---------------------------------------- | -------------- | --------------------------------------------------------------------------------------- |
| 1            | 2017年4月8日   | ☆    | 4R       | 判定    | ヤクブ・ウォジク                         | ポーランド     | プロデビュー戦                                                                          |
| 2            | 2017年7月22日  | ☆    | 1R 2:46  | TKO     | ジェコ・ジェコフ                         | ブルガリア     |                                                                                         |
| 3            | 2017年11月18日 | ☆    | 1R 2:54  | KO      | スコット・サワード                       | イギリス       |                                                                                         |
| 4            | 2018年5月26日  | ☆    | 1R 1:41  | KO      | フェレンツ・ザレク                       | ハンガリー     |                                                                                         |
| 5            | 2018年12月22日 | ☆    | 3R 1:58  | TKO     | フィル・ウィリアムズ                     | イギリス       |                                                                                         |
| 6            | 2019年2月2日   | ☆    | 1R 1:43  | TKO     | モーガン・デサウクス                     | フランス       |                                                                                         |
| 7            | 2019年5月10日  | ☆    | 3R 2:35  | TKO     | デニス・レワンドウスキー                 | ドイツ         |                                                                                         |
| 8            | 2019年7月20日  | ☆    | 6R 1:06  | TKO     | マリアノ・ルーベン・ディアス・ストルンス | アルゼンチン   |                                                                                         |
| 9            | 2020年8月1日   | ☆    | 3R 1:01  | TKO     | サイモン・バリリー                       | イギリス       | BBBofCイングランドヘビー級王座決定戦                                                    |
| 10           | 2020年11月21日 | ☆    | 2R 1:22  | TKO     | リチャード・ラーティー・ハリソン         | ガーナ         |                                                                                         |
| 11           | 2021年3月27日  | ☆    | 5R 0:52  | KO      | エリック・モリーナ                       | アメリカ合衆国 |                                                                                         |
| 12           | 2021年8月7日   | ☆    | 1R 2:30  | TKO     | ニック・ウェッブ                         | イギリス       | BBBofCイングランド防衛1                                                                 |
| 13           | 2022年2月27日  | ☆    | 2R 1:30  | KO      | ダニエル・マルツ                         | アメリカ合衆国 |                                                                                         |
| 14           | 2022年7月9日   | ☆    | 2R 0:40  | TKO     | クリス・ヒーリー                         | イギリス       |                                                                                         |
| 15           | 2022年11月26日 | ☆    | 3R 2:33  | TKO     | ナサン・ゴーマン                         | イギリス       | BBBofC英国ヘビー級王座決定戦                                                            |
| 16           | 2023年4月1日   | ☆    | 4R 0:45  | TKO     | マイケル・ポリト・コフィー               | アメリカ合衆国 | WBAコンチネンタルヘビー級王座決定戦                                                     |
| 17           | 2023年10月28日 | ☆    | 7R 2:43  | TKO     | デビッド・アデレイ                       | イギリス       | WBO欧州・コモンウェルス英連邦ヘビー級王座決定戦 WBAコンチネンタル防衛1・BBBofC英国防衛1 |
| 18           | 2024年3月31日  | △    | 12R      | 判定1-1 | フレイザー・クラーク                     | イギリス       | WBAコンチネンタル防衛2・WBO欧州防衛1・BBBofC英国防衛2・コモンウェルス防衛1              |
| 19           | 2024年10月12日 | ☆    | 1R 2:28  | TKO     | フレイザー・クラーク                     | イギリス       | WBAコンチネンタル防衛3・BBBofC英国防衛3・コモンウェルス防衛2                            |
| 20           | 2025年6月7日   | ☆    | 10R 1:42 | KO      | ジャスティス・フニ                       | オーストラリア | WBA世界ヘビー級暫定王座決定戦                                                           |
| テンプレート |                |      |          |         |                                          |                |                                                                                         |

## 獲得タイトル
- BBBofC英国ヘビー級王座
- WBAコンチネンタルヘビー級王座
- WBOヨーロピアンヘビー級王座
- コモンウェルスヘビー級王座
- WBA世界ヘビー級暫定王座（防衛0）